# Benfica (Brava)
Benfica is een Kaapverdische voetbalclub. De club speelt in de Brava Island League, waarvan de kampioen deelneemt aan het Kaapverdisch voetbalkampioenschap, de eindronde om de landstitel.